# The Egg (Band)
The Egg ist eine Electro-Funk-Band, die in den 1990er Jahren in Oxford (England) gegründet wurde.

## Bandgeschichte
The Egg besteht aus den Zwillingsbrüdern Ned und Maff Scott, dem Bassisten Dave Gaydon und dem Gitarristen Mark Revell. Ihre Debüt-EP Shopping wurde 1995 von dem Independent-Label Cup Of Tea Records veröffentlicht. Bevor sie ihr erstes Album Albumen herausgab, unterzeichnete The Egg ihren Plattenvertrag beim Indielabel China Records, wo das Album dann erschien.
Bei ihren Auftritten sind alle Band-Mitglieder in weiß gekleidet und fungieren so als menschliche Kinoleinwände, indem Filme und Bilder auf ihre Kleidung projiziert werden. In einer Rezension ihrer Show beschrieb Melody Maker das Ereignis als „rapide Psychedelia trifft Tante Harriet's Home Movies“. Die Band erlangte weitere Bekanntheit, als sie ein Benefizkonzert für die Einwohner der entfernten schottischen Insel Isle Of Eigg im Glasgower Restaurant „The Ferry“ veranstaltete, um den Einwohnern zu helfen, die Insel einem apathischen Besitzer abzukaufen.
„Travelator“ wurde 1998 veröffentlicht, und kurz darauf wurde China Records vom Major Warner Music übernommen. Daraufhin machte die Band eine Pause, bevor sie 2004 mit „Forwards“ zurückkehrte. Das Album verkaufte sich ziemlich gut, und die Band erwirkte somit einige Auftritte auf Festivals, einschließlich des Glastonbury Festival.

## Diskografie

### Studioalben
- 1996: Albumen
- 1998: Travelator
- 2004: Forwards
- 2006: Forwards Special Edition

### Singles
- 1998: Getting Away With It
- 2004: Walking Away
- 2006: Love Don’t Let Me Go (Walking Away) (David Guetta vs. Tocadisco’s Acid Walk Remix)